# 木食応其
木食応其（もくじき おうご、天文5年（1536年）- 慶長13年10月1日（1608年11月8日））は、安土桃山時代の真言宗の僧で、出家前は六角氏に仕える武将、出家後は外交僧・勧進僧・連歌学者として活動した。法名（法諱）を応其（應其）、字を順良、房号を深覚と云い、深覚坊応其と称す。木食は木食行を修めた者への称で、木食応其は通称。木食応其は大規模工事に巧みであったため、豊臣秀吉の命令で方広寺大仏殿（京の大仏）造営の任にあたったことで知られる。

## 生涯
応其の出家以前に関して明らかにする資料は、ほとんどないとされている。
近江国の出身とされており、小瀬甫庵の『信長記』には「江州守山辺」としている。中田法寿の説では応其の父は佐々木義秀で、父とともに六角義賢の近江観音寺城に籠って織田信長に抗戦。永禄11年（1568年）に豊臣秀吉に攻め滅ぼされ、大和国高取城の越智氏を頼ったとしているが、和多昭夫は六角氏が織田氏に反攻している中で佐々木氏一族の応其が一人大和に逃れることは考えにくいとしている。高野山通念集では藤原氏であるとしている。応其の編した『無言抄』の奥付には、応其が出家したのは「亡君越智淡路守の追善」の為であるとしている。また、応其には俗体の時にもうけた娘がいたことがわかっており、名を「こま」という。高野山に登ってからもしばしば手紙のやり取りをしていた記録が残されている。

### 高野山入り
天正元年（1573年）に38歳で高野山において出家し、宝性院の勢誉から受戒、名を応其と改めた。小瀬甫庵の『信長記』では出家は25～6歳の頃であるとしている。また高野山入山のおり、十穀を絶つ木食行を行うことを発願している。応其は「客僧」という立場であり、学侶や行人、高野聖とも異なる存在であった。また密教大辞典では天下人から厚遇を受けた政遍からも戒を受け、仁和寺宮任助法親王より三部の大法を受け、阿闍梨にのぼったとされている。業績を重ねる一方で連歌の名手でもあり、里村紹巴と親交をもった。

### 紀州征伐
天正13年（1585年）豊臣秀吉は根来寺・粉河寺・雑賀を攻略した後、高野山に対して降伏を求めた。この際応其は南院宥全、遍照尊院快言とともに高野山使僧として派遣され、秀吉からの降伏条件の書を受け取った。高野山側はこれを受諾し、応其と良運・空雅が返書を持って秀吉の元を訪れた。高野春秋編年輯録では、良運は学侶を代表し、空雅が行人代表であり、応其は空雅に従ったものとしている。応其が使僧となった理由には、応其が秀吉と旧知であった説、高野説物語のあげる石田三成と旧知の間柄であった説、連歌上の交友関係が間を取り持った説がある。
これ以降、秀吉との間柄は急速に進展する。

### 高野山再興と秀吉への協力
天正15年（1587年）、応其は秀吉の使僧として千利休らとともに島津氏との和睦交渉で力を尽くした。留意すべきは、同年9月22日に上方で開催された連歌の会に応其、細川幽斎、連歌師の里村紹巴、里村昌叱らに混じって、島津義久や重臣の伊集院忠棟が参加している点である｡
その後、秀吉に協力して高野山に金堂や大塔を建立し、高野山の再興にあたった。天正18年（1590年）には高野山内に興山寺 (廃寺)を開基した。その際、秀吉が後陽成天皇に奏請して勅額が掲げられるとともに、「興山上人」の号を賜った。「興山寺」の寺名は、高野山の「中興開山」から来ている。また、同年荒川荘に同名の興山寺も開基している。文禄2年（1593年）には秀吉の母・大政所の菩提所、剃髪寺（青巌寺）を開基した。興山寺 (廃寺)と青巌寺は現在の総本山金剛峯寺の前身となっている。その他にも応其は全国を行脚し寺社の勧進につとめ、造営に携わった寺や塔は97にのぼるとされる。その中の顕著なものを挙げると、
- 高野山
  - 金堂、西御堂、御影堂、宝蔵、御社拝殿、大門、看経所、安楽川経蔵、一切経蔵、大塔、上御主殿、勧学院室、南谷大師堂、興山寺 (廃寺)、青巌寺、奥院灯籠堂
- 高野山寺領（荒川荘）
  - 三船神社、鞆淵八幡神社、興山寺
- 京都
  - 方広寺（大仏殿、中門）、東寺（塔、講堂、御影堂、灌頂院）、醍醐寺（金堂、塔）、清滝権現、安祥寺、誓願寺、清水寺、清凉寺、三十三間堂、平等院
- その他
  - 石山寺、東大寺、室生寺、善光寺、厳島神社

応其は多くの高野衆や各地から集めた何百人もの大工を率いて寺社の大規模造営・整備にあたっていた。豊臣政権の行政機構の中に組み込まれていたわけではないが、実質上寺社造営における豊臣家の作事組織として機能していた。
太田直之の研究によれば、とくに京都の方広寺大仏殿の造営において「木食内衆」「御内」などと呼ばれ、応其との諸連絡や取次、応其の意を受けての文書発給や造営料の管理などを行った奉行は50人ほどいて、大きくは応其と高野山をつなぐ行人系奉行と、修造を専門的に行う穀屋系奉行の2系統に分かれていたと指摘する。前者にはのちに応其の後継者となる文殊院勢誉や応其と対立したため殺されたとされる理徳院がいた。一方、後者を代表する人物として遍照院覚栄が挙げられ、造営事業の実務面を覚栄が一手に引き受けていたとする。
そんななか、学侶側からは太閤検地の際に応其が朱印状を隠匿したという嫌疑をかけられ、応其の死後に至るまで紛争の元となった。しかし応其の高野山内での発言力は強く、行人側は応其に接近していった。

### 秀次事件
文禄4年（1595年）の秀次事件では寺院法により豊臣秀次の切腹を阻止しようと抗議したが、青巌寺で秀次の切腹を行なわさせる（仏教五戒のうちの殺生を行う）ことを認めざるを得ない苦しい立場に追いやられた。慶長3年（1598年）には秀吉が没して後ろ楯を失い、翌慶長4年（1599年）には青巌寺住職の座を勢誉に譲った。

### 関ヶ原以降

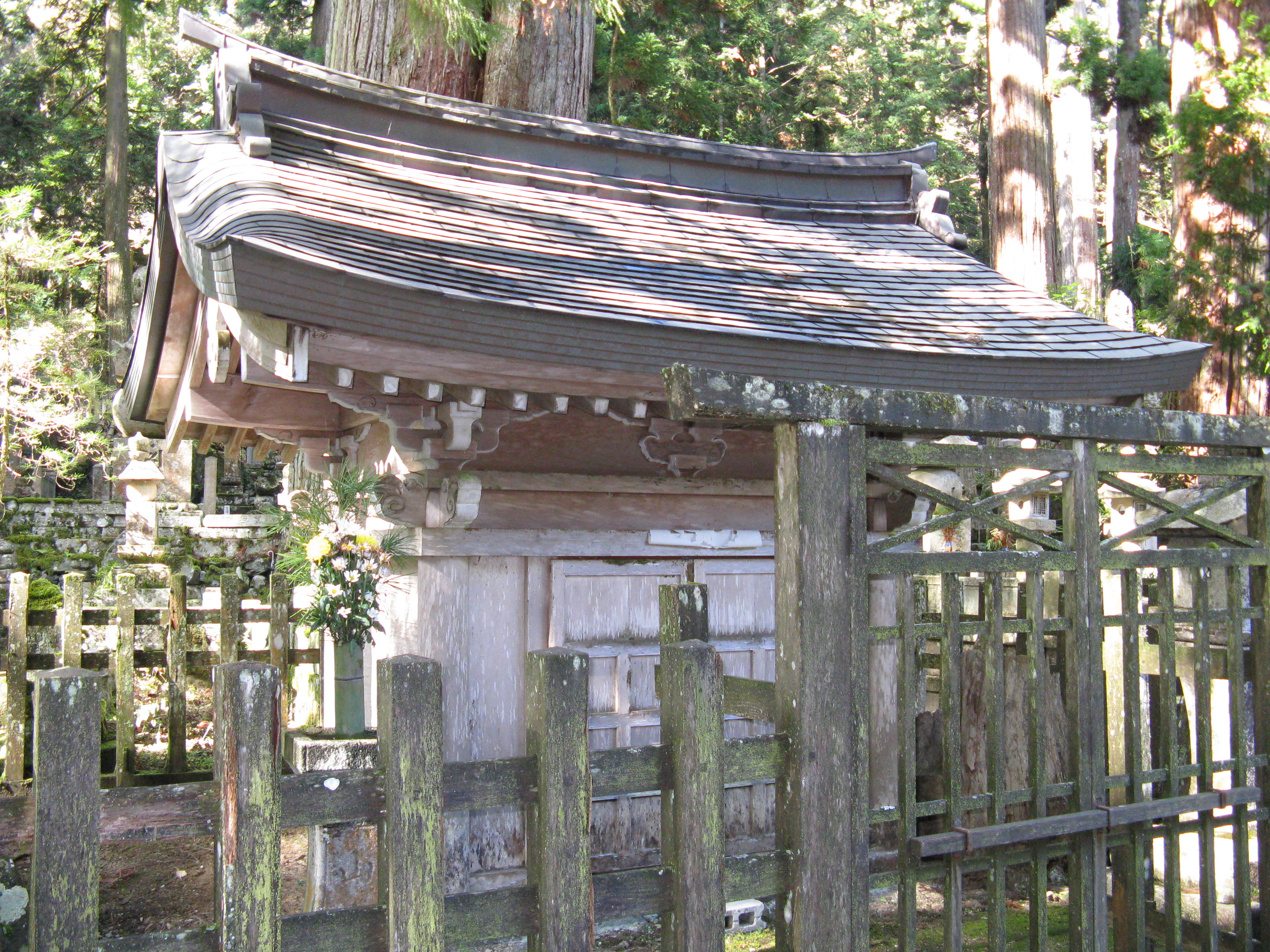
高野山の応其上人廟

慶長5年（1600年）、関ヶ原の戦いでは豊臣家との縁の深さから伊勢国の安濃津城（守将：富田信高、分部光嘉）や近江国の大津城（守将：京極高次）における開城交渉にあたった。しかし西軍に通じたと疑われ、戦後は近江飯道寺に隠棲した。
その後は慶長8年（1603年）に連歌の規則や作法を記した『無言抄』を出版した後、慶長13年（1608年）10月1日に入定した。行年73。辞世は「あだし世を めぐり果てよと 行く月の きょうの入日の 空にまかせん」。高野山奥の院に程近い場所に廟所がある。
平成20年（2008年）は応其の没後400年遠忌に当たり、和歌山県立博物館にて、特別展が開催された。

## 人物
- 紀伊続風土記によれば、応其は「身の長六尺余、神機淵鑑にして儀貌堂々たり、学を好み和歌を詠し、篤く内教を信欽し時々桑門に遊ぶ」と記されている。
- また、紀伊続風土記には、秀吉とのかかわりや応其が手がけた寺社造営や灌漑水利施設の改修などが記され、「行基の再来」であると述べられている。
- 応其は土木事業や溜池築堤を得意としており、その技術は近世の幕府治水技術流派である「紀州流」の原点となっている可能性が高い[14]。
- 応其が高野山に伝わる高野豆腐の製法を発展させ、現在の高野豆腐に近い製法を確立したと言われている[15]。

## 人間関係

### 秀吉との関係
高野山降伏の使者として面会して以降、秀吉との間柄は急速に進展。天正14年（1586年）7月21日には、応其は大阪城に登城。秀吉が謁見の際に、諸大名と聖護院道澄、里村紹巴、里村昌叱が控える前で「高野の木食と存ずべからず、木食が高野と存ずべし」と述べたという。高野山を舵取りするようになった応其が、天下人である秀吉の後ろ楯を必要としたことを物語るものといえる。
『古今和歌集』の現存最古のテキストである高野切本古今和歌集のうち、巻九の巻頭の17行分の断簡は秀吉が所持していた。この断簡は後に応其に下賜され、高野山に伝来したため「高野切」の名が生じた｡
秀吉の没後には、京都東山の阿弥陀ヶ峰（現在の豊国廟）での埋葬の事務を取り仕切り、廟所（豊国神社）の建築にも力を注いだという。

### 石田三成との関係
応其は高野山降伏の使者として秀吉に面会した際、同じ近江出身であった石田三成との関係も深めている。慶長4年（1599年）3月に三成は高野山奥の院に経蔵と一切経を寄進、その扁額の裏面には応其の名前があり、関わりの深さが見てとれる｡その後、三成は七将に襲撃され（石田三成襲撃事件）佐和山城に隠退した。翌年正月二日、応其は豊国社に参詣に訪れ、神龍院梵舜や祝衆に贈物をし、その足で佐和山城の三成のもとへ年頭の挨拶に訪れている。そして正月七日の帰路、豊国社を再び訪れ、三成に託された金子を奉納し、高野山に帰っている（『舜旧記』）。
慶長5年（1600年）、関ヶ原の戦いの直後に佐和山城の戦いが起こり落城した際、徳川家康は家康の旧臣で三成の兄石田正澄に仕えていた津田清幽の嘆願により三成の三男佐吉を助命し、清幽に命じて応其に託し出家させている。応其は津田清幽の恩義を忘れないようにと、佐吉に「深長坊清幽（せいゆう）」の坊安名を与え、甲斐国河浦山薬王寺の法弟に託したという。（『津田家譜』）。

## 関連作品
小説
- 「木食上人」（『軒猿の月』収録の短編小説）火坂雅志（PHP文芸文庫、2010年）

テレビドラマ
- 『春の坂道』（1971年、演：大滝秀治）

## 関連史跡
- 応其寺
- 興山寺
- 飯道寺
- 上人町（京都市東山区問屋町通） - 豊臣秀吉の方広寺造営の際に招致された応其が、五条大橋東詰南側付近に草庵を営んだのが地名の由来になったという。跡地は不明。[19]。